# Randy Fenoli
Randy Fenoli (Mount Vernon, 30 gennaio 1964) è uno stilista e conduttore televisivo statunitense, specializzato in abiti da sposa.

## Biografia
Da sempre Randy ha nutrito una forte passione per la moda e il disegno.

### Attività nella moda
Dal 1992 è stilista di moda. Fenoli è uno stilista a tutto tondo ma molta della sua attività è dedicata alla ricerca della perfezione per l'abbigliamento nuziale delle spose. Inoltre è fashion director del megastore di abiti nuziali femminili Kleinfeld negli U.S.A. .

### Carriera televisiva
Nel 2007 esordisce invece in televisione sul canale americano Tlc con Say yes to the dress (in Italia chiamato Abito da sposa cercasi in onda su real time). Dal 2011 conduce un programma tutto suo Say Yes to the Dress: Randy Knows Best. Nel 2012 gli viene affidato un secondo reality in onda anche in Italia con il nome Randy: SOS Matrimonio
.
Prima del matrimonio di Kate e William, principe del Galles ha presentato un programma televisivo speciale su come Catherine si sarebbe vestita per le sue nozze. Lo speciale è stato trasmesso negli Stati Uniti da TLC e in America Latina da Discovery Home & Health.

## Televisione
- Abito da sposa cercasi (Say Yes to the Dress, 2007-in corso)
- Say Yes to the Dress: Randy Knows Best (2011-in corso)
- Randy: SOS Matrimonio (Randy to the Rescue, 2013-in corso)

## Opere
- It's All About the Dress, New York, Grand Central Publishing, 2012, ISBN 9780446585071.[3]